# Bienale slovenske knjižne ilustracije
Bienale slovenske knjižne ilustracije je razstava, ki daje priložnost ilustraciji, da se razvije kot samostojna likovna disciplina in da se avtorji, predvsem mlajši, predstavijo s svojimi deli, hkrati pa odprejo otrokom s svojimi ilustracijami nov svet dojemanja pravljic. 
Bienale prirejata Cankarjev dom in ilustratorska sekcija Zveze društev slovenskih likovnih umetnikov od leta 1993. 
V okviru Bienala slovenske knjižne ilustracije se podeljuje več nagrad, ki so poimenovane po Hinku Smrekarju, akademskemu slikarju, grafiku, ilustratorju, risarju, karikaturistu.
Podeljuje se nagrado za življenjsko delo, letno nagrado, plaketi in priznanji. 